# Astral Weeks
Az 1968-as Astral Weeks folk-rock és R & B album Van Morrison észak-írországi zenész második albuma. Szerepel az 1001 lemez, amit hallanod kell, mielőtt meghalsz című könyvben.

## Az album dalai
| 1. | Astral Weeks  | Van Morrison | 7:00 |
| 2. | Beside You    | Van Morrison | 5:10 |
| 3. | Sweet Thing   | Van Morrison | 4:10 |
| 4. | Cyprus Avenue | Van Morrison | 6:50 |

| 1. | The Way Young Lovers Do | Van Morrison | 3:10 |
| 2. | Madame George           | Van Morrison | 9:25 |
| 3. | Ballerina               | Van Morrison | 7:00 |
| 4. | Slim Slow Slider        | Van Morrison | 3:20 |

## Közreműködők
- Van Morrison – ritmusgitár, billentyű, szaxofon, vokál
- Jay Berliner – gitár
- Barry Kornfeld – gitár a The Way Young Lovers Do dalon
- Richard Davis – basszusgitár
- Connie Kay – dob
- John Payne – fuvola, szopránszaxofon
- Warren Smith, Jr. – ütőhangszerek, vibrafon